# Paul Werbos

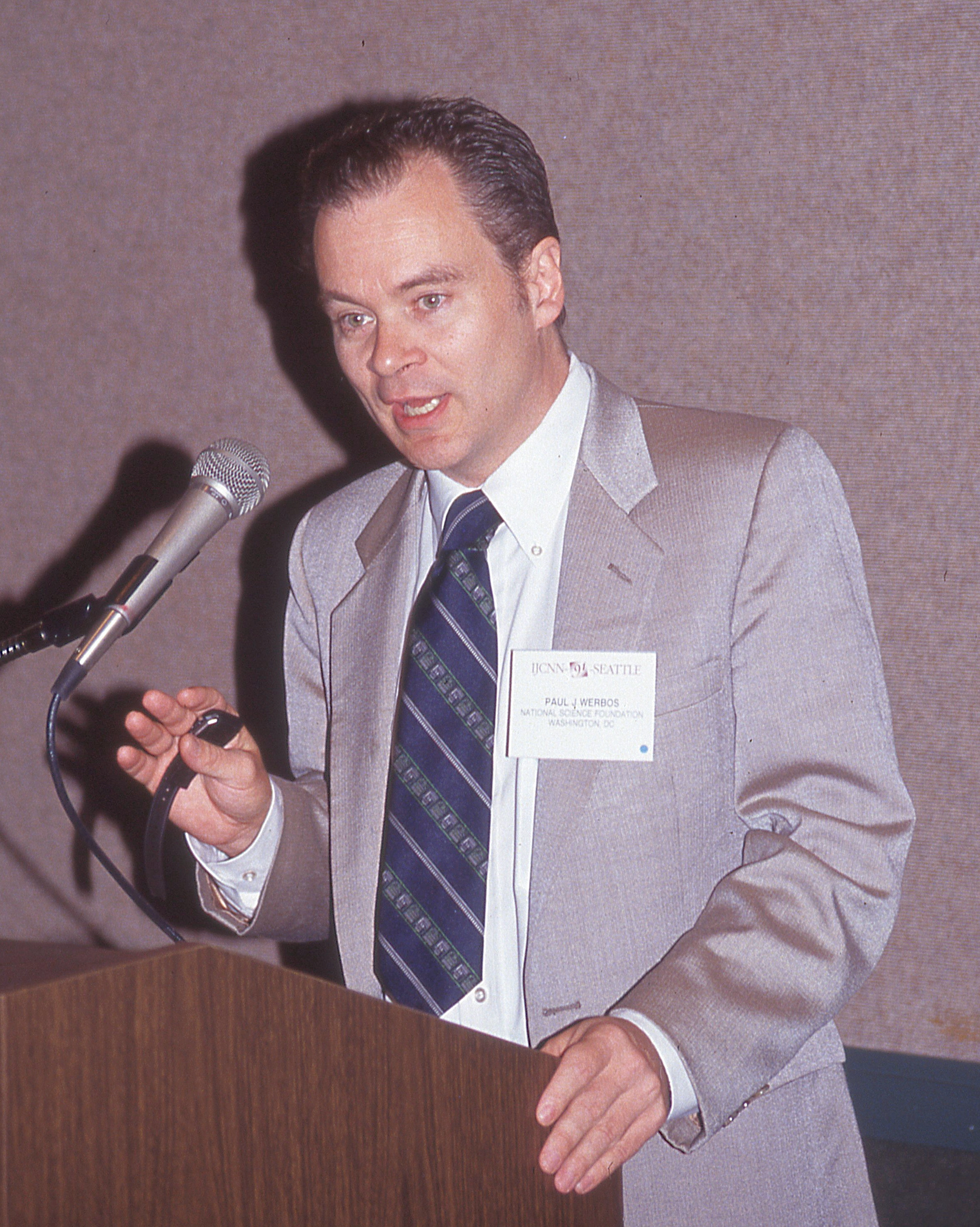
Paul Werbos auf der International Joint Conference on Neural Networks (IJCNN) am 8. Juli 1991 in Seattle.

Paul John Werbos (* 4. September 1947) ist ein US-amerikanischer Angewandter Mathematiker und Pionier der Neuronalen Netzwerke. Insbesondere führte er in seiner Dissertation 1974 an der Harvard University Backpropagation ein.
Von ihm stammen auch weitere Beiträge zur Neuroinformatik, zum Beispiel bei Rekurrenten neuronalen Netzwerken.
Werbos studierte in Harvard mit der Promotion in Angewandter Mathematik. Daneben studierte er auch Physik und hat Abschlüsse von der London School of Economics in Wirtschaft und Politikwissenschaft.
Er arbeitet als Programm-Manager für die National Science Foundation, bei der er seit 1988 ist. Er war dort zeitweise für Elektroautos und Brennstoffzellen sowie nachhaltige Technologie zuständig, später für adaptive und intelligente Systeme (AIS), Quanten-Systeme und deren Geräte-Modellierung und Hochspannungsnetze auf Systemebene. Davor entwickelte er 1980 bis 1989 ökonometrische Vorhersagemodelle für das US Department of Energy mit neuronalen Netzwerken und war leitender Analytiker für die Langzeitvorhersage auf dem Energiesektor in der US Energy Information Administration (EIA), für die er seit 1979 arbeitete. Davor war er in den 1970er Jahren Programmierer am MIT, lehrte an der University of Maryland und arbeitete ein Jahr als mathematischer Statistiker.
Er erhielt den IEEE Neural Network Pioneer Award und war Präsident der International Neural Network Society (INNS), deren Hebb Award er 2011 gewann. Er ist Fellow des IEEE.